# Marc Chorney
Marcus P. „Marc“ Chorney (* 8. November 1959 in Fort William, Ontario) ist ein ehemaliger kanadischer Eishockeyspieler, der im Verlauf seiner aktiven Karriere zwischen 1977 und 1985 unter anderem 217 Spiele für die Pittsburgh Penguins und Los Angeles Kings in der National Hockey League (NHL) auf der Position des Verteidigers bestritten hat. Sein Sohn Taylor ist ebenfalls professioneller Eishockeyspieler.

## Karriere
Chorney verbrachte seine Juniorenzeit, nachdem er zuvor in seiner Heimatprovinz Ontario als Eishockeyspieler aktiv war, im US-amerikanischen Ausbildungssystem. Im Sommer 1977 wechselte der Verteidiger an die University of North Dakota, obwohl er auch in der Priority Selection der Ontario Hockey League (OHL) von den Hamilton Fincups ausgewählt worden war. Dort spielte er parallel zu seinem Studium für die Universitätsmannschaft, die Fighting Sioux, in der Western Collegiate Hockey Association (WCHA), einer Division im Spielbetrieb der National Collegiate Athletic Association (NCAA). Der Kanadier verbrachte vier erfolgreiche Spielzeiten an der Universität, in denen er im NHL Entry Draft 1979 in der sechsten Runde an 115. Stelle von den Pittsburgh Penguins aus der National Hockey League (NHL) ausgewählt wurde und mit den Fighting Sioux im Frühjahr 1980 die nationale Collegemeisterschaft der NCAA gewann. Darüber hinaus erhielt Chorney in seinen letzten beiden Collegejahren zahlreiche Auszeichnungen.
Mit dem Abschluss seines Studiums bestritt der Defensivspieler noch zum Ende der Saison 1980/81 seine ersten NHL-Partien für die Pittsburgh Penguins. Mit Beginn der folgenden Spielzeit war Chorney Stammspieler bei den Pens, nachdem er in den zehn Einsätzen in der Vorsaison acht Scorerpunkte erzielt hatte. In seinem ersten kompletten Jahr in der Liga gelangen dem Rookie in 65 Spielen, lediglich sieben Punkte. Und nachdem er auch im Folgejahr lediglich acht Scorerpunkte erreicht hatte, transferierte ihn Pittsburgh kurz nach dem Beginn der Spielzeit 1983/84 im Tausch für ein Sechstrunden-Wahlrecht im NHL Entry Draft 1985 zu den Los Angeles Kings. Dort konnte er seine Punktausbeute auf die persönliche Bestmarke von zwölf steigern. Obwohl die Spielzeit für den 25-Jährigen erfolgreich verlaufen war, entschied er sich dazu, im Sommer 1984 als Free Agent in die Organisation der Washington Capitals zu wechseln. Nachdem Chorney dort die gesamte Spielzeit 1985/86 im Farmteam Binghamton Whalers in der American Hockey League (AHL) verbracht hatte, beendete er nach dem Spieljahr seine Karriere als Aktiver.

## Erfolge und Auszeichnungen
| - 1980 WCHA Second All-Star Team - 1980 NCAA-Division-I-Championship mit der University of North Dakota - 1981 NCAA Championship All-Tournament Team | - 1981 WCHA First All-Star Team - 1981 NCAA West First All-American Team |

## Karrierestatistik
(Legende zur Spielerstatistik: Sp oder GP = absolvierte Spiele; T oder G = erzielte Tore; V oder A = erzielte Assists; Pkt oder Pts = erzielte Scorerpunkte; SM oder PIM = erhaltene Strafminuten; +/− = Plus/Minus-Bilanz; PP = erzielte Überzahltore; SH = erzielte Unterzahltore; GW = erzielte Siegtore; 1 Play-downs/Relegation; Kursiv: Statistik nicht vollständig)